# Pieve di Santa Maria Assunta (Comano)
La pieve di Santa Maria Assunta è una chiesa cattolica che si trova a Crespiano, frazione del comune di Comano in provincia di Massa-Carrara.

## Storia e descrizione

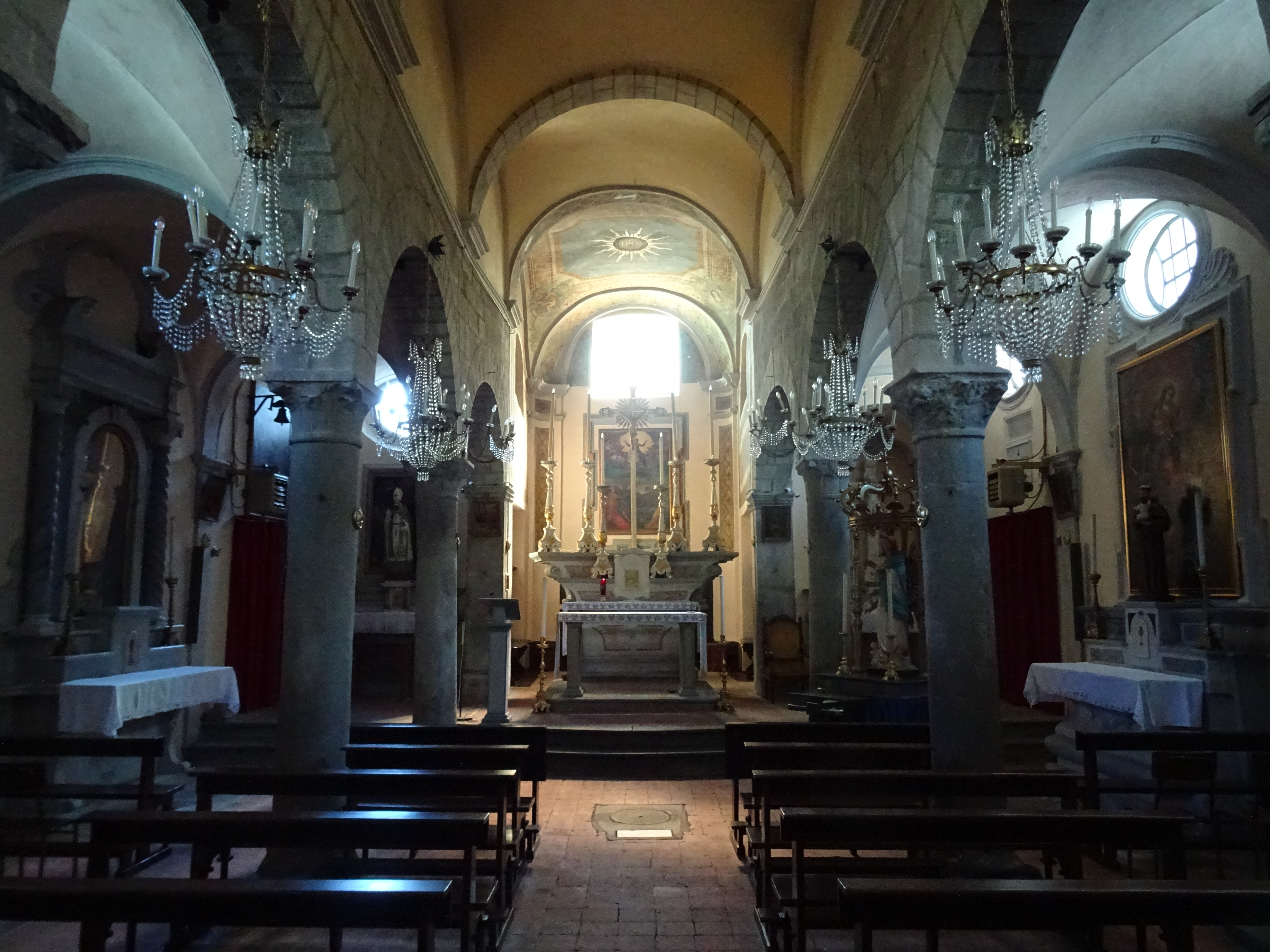
Interno

Come indica una lapide murata all'interno della sagrestia, la pieve fu ricostruita nel 1079 dal maestro costruttore Ottone assumendo l'aspetto romanico di cui conserva ancora tracce nella serie degli archetti pensili sulle pareti laterali. La pieve fu modificata in età rinascimentale; successivamente le capriate furono sostituite con volte a crociera e la chiesa assunse l'aspetto barocco che ancora appare fortemente. Queste modifiche ne hanno trasformato, per ragioni statiche, anche l'esterno dove sono stati costruiti bastioni di rinforzo delle pareti.